# PCDHB2
La protocadherina beta-2 es una proteína que en humanos está codificada por el gen PCDHB2 .
Este gen es miembro del grupo de genes de la protocadherina beta, uno de los tres grupos de genes relacionados unidos en tándem en el cromosoma cinco. Los grupos de genes demuestran una organización genómica inusual similar a la de los grupos de genes de receptores de células B y células T. El grupo beta contiene 16 genes y 3 pseudogenes, cada uno de los cuales codifica 6 dominios de cadherina extracelulares y una cola citoplasmática que se desvía de otros en la superfamilia de cadherina. Los dominios extracelulares interactúan de manera homofílica para especificar conexiones diferenciales célula-célula. A diferencia de los grupos alfa y gamma, las transcripciones de estos genes están formadas por un solo exón grande, que no comparten exones 3' comunes como se esperaba. Estas proteínas de adhesión celular de tipo cadherina neural son proteínas integrales de la membrana plasmática. Se desconocen sus funciones específicas, pero lo más probables es que desempeñen un papel fundamental en el establecimiento y la función de conexiones neuronales específicas célula-célula.